# Ryszard Szafirski
Ryszard Szafirski (ur. 1 października 1937 w Sosnowcu, zm. 18 listopada 2016) – polski wspinacz, alpinista i ratownik górski.

## Życiorys
Konsultant górski przy kręceniu filmów: Zakręt (1977) i Spirala (reż. Krzysztof Zanussi, 1978). W latach 1977–78 naczelnik Grupy Tatrzańskiej GOPR (kontynuatora dawnego i poprzednika obecnego TOPR-u). W latach 1974-1982 prezes Klubu Wysokogórskiego Zakopane. Jeden ze współautorów tzw. raportu taterników zawierającego informacje o pacyfikacji Kopalni Wujek uzyskane od funkcjonariuszy ZOMO w czasie szkolenia w Tatrach w 1982. Od 1982 r. mieszkał na stałe w Kanadzie.
Pochowany na Nowym Cmentarzu w Zakopanem w kolumbarium (kwatera U3-1-7).

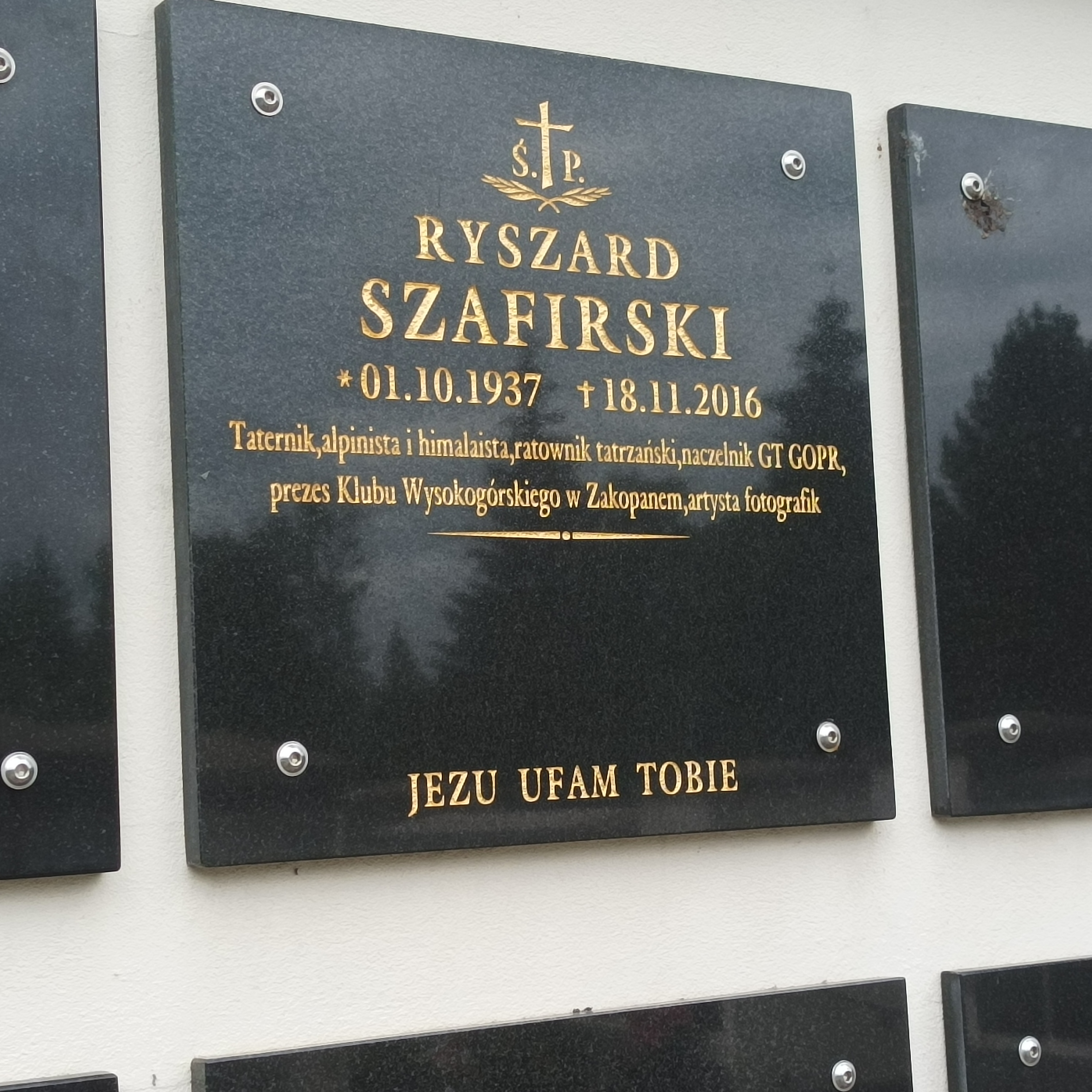
Grób Ryszarda Szafirskiego na Nowym Cmentarzu w Zakopanem

## Osiągnięcia wspinaczkowe

### Tatry
- 1961 – Mięguszowiecki Szczyt – północną ścianą
- 1961 – Mnich – droga Łapińskiego (z Markiem Brodzkim)
- 1961 – Mnich – Wariant R (9. przejście, z Markiem Brodzkim)
- 1961 – Kazalnica Mięguszowiecka – droga Łapińskiego (z Zygmuntem Heinrichem)
- 1961 – Mały Kieżmarski Szczyt – droga Stanisławskiego (z Eugeniuszem Chrobakiem)
- 1961 – Łomnica – „Hokejka” (z Januszem Kurczabem)
- 1961 – Zadnia Bednarzowa Turnia – pierwsze przejście zimowe drogi 705 według WHP
- 1962 – Kazalnica Mięguszowiecka – 3. przejście lewego filara północno-wschodniej ściany (z Markiem Brodzkim)
- 1962 – Kazalnica Mięguszowiecka – 3. przejście drogi Momatiuka (z Adamem Zyzakiem)
- 1963 – Kazalnica Mięguszowiecka – pierwsze przejście zimowe lewego filara północno-wschodniej ściany (z Lucjanem Sadusiem)
- 1963 – Mięguszowiecki Szczyt – Direttissima
- 1964 – Grań główna Tatr – 5. przejście (z Adamem Zyzakiem)
- 1965 – Wielka Jaworowa Turnia – 1. przejście środkiem północnej ściany (z Januszem Kurczabem)
- 1966 – Galeria Gankowa – droga Łapińskiego (z A. Grabskim)

### Alpy
- 1963 – Monte Civetta (Punta Tissi) – pierwsze polskie przejście drogą Philippa i Flamma (z Januszem Kurczabem),
- 1963 – Tre Cime di Lavaredo (Cima Ovest) – trzecie przejście (pierwsze polskie) Filara Wiewiórek (z Januszem Kurczabem),
- 1964 – Tofana di Rozes – pierwsze przejście zimowe direttissimy południowej ściany (drogą Stössera), partnerzy Jerzy Krajski, Janusz Kurczab i Ryszard Rodziński,
- 1965 – Aiguille Verte – pierwsze polskie przejście drogi Contamine'a na północnej ścianie, partnerzy Eugeniusz Chrobak, Maciej Gryczyński, Jerzy Michalski i Jan Surdel,
- 1966 – Matterhorn – pierwsze powtórzenie drogi Bonattiego na północnej ścianie, partnerzy Ryszard Berbeka, Jan Stryczyński i Adam Zyzak,
- 1968 – Eiger – pierwsze przejście północnego filara, partnerzy Krzysztof Cielecki, Tadeusz Łaukajtys i Adam Zyzak.

### Pamir,HimalajeiKarakorum
- 1967 – Pik Lenina;
- 1969 – Malubiting Północny (6843 m) – pierwsze wejście na szczyt;
- 1971 – Kunyang Chhish – pierwsze wejście na szczyt, partnerzy Andrzej Heinrich, Jan Stryczyński, Andrzej Zawada;
- 1979 – kierownik zakopiańskiej wyprawy na Ngadi Chuli (Dunapurna, Peak 29) – siedmiotysięcznik w Nepalu, na szczycie stanęli Ryszard Gajewski i Maciej Pawlikowski (pierwsze udokumentowane wejście na ten szczyt);
- 1980 – udział w zimowej wyprawie na Mount Everest, razem z kierownikiem wyprawy Andrzejem Zawadą przygotowali najwyższy obóz i wynieśli butle tlenowe dla ostatecznego udanego ataku szczytowego (którego dokonali Krzysztof Wielicki i Leszek Cichy);
- 1981 – kierownik zakopiańskiej wyprawy na Annapurnę I środkową (8051 m), nowa droga południową ścianą (szczyt zdobyli 23 maja Maciej Berbeka i Bogusław Probulski).